# Avalon (Texas)
Avalon è una comunità non incorporata degli Stati Uniti d'America della contea di Ellis nello Stato del Texas.